# 닉 부이치치
니컬러스 제임스 "닉" 부이치치(영어: Nicholas James Vujicic, Nick Vujicic, 1982년 12월 4일~)는 오스트레일리아의 기독교 복음 전도자이자 동기부여 연설가이며 지체장애인들을 위한 기관인 사지없는 인생(Life Without Limbs)의 대표이다. 신체장애 뿐 아니라 희망에 관한 다양한 주제로 정규적으로 연설하고 있다.

## 유년 시절
닉은 세르비아 출신 독실한 기독교인으로 처음 그의 부모가 태어난 아기를 보았을 때는 충격을 받았다고 한다. 그는 팔과 다리가 없는 지체장애인으로 태어났기 때문이다. 동생들은 비장애인이었다.
닉의 인생은 어려움과 고난들로 가득 찼었다. 그중 한 가지는 학교다. 당시 호주법은 지체장애인의 공립학교 입학을 금지했다. 닉은 정신장애가 아니었는데도 학교를 다니지 못했다. 그가 입학을 못하고 지내는 동안 법이 바뀌었고 닉은 공립학교의 첫 번째 지체장애를 가진 학생이 되었다. 그리고 장애로 인한 신체적, 정신적, 사회적 아픔을 이겨낸 엄청난 사람가 되었다.

## 희망
학교에서 따돌림을 당함으로 인해, 닉은 심한 우울증에 빠지게 되고 8살이 되던 때부터 자살을 생각하게 된다. 그때부터 하나님께 팔과 다리가 생기게 해달라고 기도하기 시작한다. 그러나 기도하면서, 자신이 사지가 없어도 더 좋은 일들을 할 수 있다고 생각하게 되고 앞으로 자신이 해 나갈 일은 많은 이에게 영감을 주는 것임을 깨달아 하나님께 자신이 살아있음을 감사하게 된다.
그의 삶이 달라진 것은 어머니가 지체장애를 받아들인 남자에 관한 기사가 실린 신문을 보여주었을 때이다. 이것을 통해 닉은 장애에 대한 편견과 차별 때문에 어려움을 가진 이가 자신 혼자만이 아니라는 것을 깨닫게 된다.
닉이 17살 되던 해, 그는 기독교인들의 대화 모임에서 자신의 이야기를 하며 마침내 비영리단체인 Life Without Limbs(사지 없는 인생)을 시작하게 된다.

## 경력
닉은 21살의 나이에 복수전공(회계학, 재무설계학)으로 대학을 졸업하고, 동기와 희망을 주는 연설을 하기 위해 여행을 시작한다. 그의 목표가 국제적인 영감을 주는 설교자가 되는 것이긴 하지만 기독교 단체뿐만 아니라 비기독교 기업이나 회사에서도 연설을 하였다. 그리고 다양한 나라에서 연설을 했다.
닉은 25살 되던 해 경제적으로 독립하기를 원했다. 오프라 윈프리 쇼 같은 텔레비전 쇼 프로그램에 출연하거나 책을 집필하는 것을 계획한다. 닉의 첫 번째 책, 《No Arms, No Legs, No Worries!》는 2009년 말에 출판되었다

## 같이 보기
- 오토타케 히로타다